# Колошенко Василь Петрович
Васи́ль Петро́вич Колоше́нко (* 24 травня 1922 — 17 лютого 2015) — льотчик-випробувач вертольотів, Почесний полярник, Герой Радянського Союзу (1971), почесний працівник Морського флоту СРСР. Учасник експедиції «Північний полюс-5» (1956). Встановив 12 світових рекордів. Разом з письменником В. Захарченком створив журнал «Чудеса и приключения». Родом із Стрільників Прилуцького району.

## Короткий життєпис
Народився у селі Стрільники Прилуцького району Чернігівської області.
На початку 1930-х років пережив страшний голод, рано зостався без матері. У середині 1930-х років жив в Кабардино-Балкарії — працював пастухом, потім повернувся до України.
1938 року закінчив 8-річку в смт Близнюках, 1941-го — Запорізький авіаційний технікум та авіаклуб, опанував пілотування планерів та навчально-тренувального літака У-2.
В складі РА з вересня 1941-го, будучи студентом, виконав кілька бойових вильотів на прикриття об'єктів в Батайську та Ростові-на-Дону від ударів Люфтваффе. До листопада 1942 року навчався в Батайській військовій авіаційній школі летунів, по тому — у 21-й військовій авіаційній школі (Цнорі, Грузія). Від серпня 1943-го навчався в Тамбовській військовій авіаційній школі, котру закінчив 1944 року, опанував, серед інших, польоти на І-16 та Іл-2. Готував для бойових вильотів льотчиків-штурмовиків.
Протягом 1944—1946 років — льотчик-інструктор Тамбовського військового авіаційного училища, від серпня 1946-го лейтенант Колошенко в запасі.
Працював в Казахстані директором маслозаводу, по тому — льотчик-інструктор, Кузнецький авіаційний центр (Пензенська область).
Протягом 1953—1954 років — диспетчер Полярної авіації, відділ радіотехнічних засобів, аеропорт Хатанга. 1954 року закінчив курси перенавчання на вертольоти. В 1954—1960 — льотчик Полярної авіації, брав участь у льодових розвідках та проведенні суден Північним Льодовитим океаном.
В квітні-жовтні 1956 року на вертольоті Мі-4 брав участь у роботі дрейфуючої полярної станції «Північний полюс-5» — на криголамі «Єрмак». В грудні 1956 — вересні 1957 років на вертольоті Мі-4 брав участь у роботі 2-ї комплексної Антарктичної експедиції.
Протягом 1960—1980 років — льотчик-випробувач ОКБ М. Л. Міля, в 1963-1977-х — старший льотчик ОКБ. 1968 року піднявся в небо та провів випробування великого вантажопідйомного вертольота В-12. Проводив випробування вертольота Мі-10К на авторотації.
Брав участь у випробуваннях вертольотів Мі-1, Мі-2, Мі-4, Мі-6, Мі-10, Мі-10-К та модифікацій.
1966 року в складі вертольота Мі-6ПЖ займався гасінням лісових пожеж у Франції, за що йому присвоєне звання «Почесний пожежник Парижа».
В Республіці Ірак у польових умовах переналаштовував радянські вертольоти до пустельних умов країни — при високих температурах замість вказаних 24 людей могли перевозити лише 4. Після цього іракці не тільки відмовилися від рекламації, а й закупили іще 300 одиниць. Однак по прибуттю до СРСР вертолітникам довелося виправдовуватися — адже дії проводилися не згідно встановлених КБ інструкцій — для внесення необхідних змін в документацію радянським розробникам двигунів було необхідно 2-3 роки.

## Рекорди та досягнення
Встановив 15 світових рекордів, з них один — будучи другим пілотом, зокрема —
- 1961 — рекорд швидкості на вертольоті Мі-6 (другий пілот),
- 1962 — 3 рекорди швидкості на Мі-6, — 284,354 км/год по замкненому 100-кілометровому маршруту із вантажем 1000, 2000 та 5000 кг, швидкість 294 км/год по маршруту 500 км,
- 1964 — 2 рекорди швидкості та дальності на Мі-8,
- 1965 — рекорд вантажопідйомності на Мі-10К, з вантажем 2000 та 5000 кг на висоту 7151 м,
- 1967 — льотчики-випробовувачі Колошенко та Герман Алферов і бортінженер Сергій Бугаєнко з іншими членами екіпажу вперше підняли у повітря надважкий вертоліт Мі-12. Спроба зависнути через конструктивну похибку закінчилася аварією.
- у липні 1968 здійснено успішну спробу польоту на Мі-12.
- 1969 — 8 рекордів вантажопідйомності на В-12. Серед цих досягнень — абсолютний рекорд вантажопідйомності — вантаж в 40,2 тони був піднятий на висоту 2250 метр.

Першим у світі виконав політ з корабля на розвідку льодів (острів Діксон) — через проведені Колошенком роботи Міль посварився з Туполєвим — з огляду на великі морози і замерзання злітної смуги не було можливості доставити для будованого Ан-144 крила, котрі виготовлялися у Воронежі. Колошенко діставив вертольотом крила у Москву, і на летовищі отримав за виконану роботу на нього накричали, що два авіаконструктори посварилися.
В 1970-х роках представляв радянські вертольоти на міжнародних виставках, працював у Австрії, Індії, Індонезії, Іраці, Франції, Швейцарії. В Швейцарії виконував унікальні по майстерності пілотування монтажні роботи — встановлював опори канатної дороги у Швейцарських Альпах, та дерев'яного купола Бернської астрофізичної лабораторії. Брав участь в гасінні лісових пожеж у Франції, за що йому присвоєне почесне звання «Почесний пожежний Парижа».
Проживав в Москві, з 2011 року — у містечку Женольє, кантон Во. Помер 17 лютого 2015 року, похований в Женольє.
Вийшли друком його спогади —
- «Ангел-охоронець», 4 томи, 2000—2007,
- «Вертольоти — життя та доля», 2007.

Про нього знято документальний фільм «Вертольоти — життя та доля», автор сценарію — Селютін Михайло Михайлович.

## Цікавинки
В історії авіації Індії Колошенку присвячено кілька сторінок — кілька місяців виконував складні польоти в Гімалаях. На власному досвіді вивчив кількох індійських льотчиків, завдяки цьому уряд Індії закупив в СРСР велику партію вертольотів. Під час одного з польотів знепритомнів, перед цим передавши керування індійському пілоту — летіти довелося на висоті 7000 метрів при обмалі кисню в кисневих масках.
Груднем 1959 року Колошенко отримав завдання доставити з Казані в Калінінград вертоліт Мі-4 на борт дизель-електрохода «Лена». Через погоду вимушено приземлилися у Смоленську, керівник аеропорту під приводом туманів заборонив продовження перельоту. Після з'ясування стосунків військовий начальник позбавив Колошенка зв'язку із Москвою та поставив вартового біля вертольота. Колошенко з напарником перехитрили охорону та на низькій висоті подалися на Калінінград. Дизель-електроход відплив вчасно, Колошенку ледве вдалося уникнути суду, дискваліфікації та звільнення із Полярної авіації.

## Відзнаки та нагороди
- Герой Радянського Союзу;
- Орден Леніна;
- Орден Червоної Зірки;
- Орден Вітчизняної війни;
- Медаль «За трудову доблесть»;
- Заслужений льотчик-випробувач СРСР — 1972;
- Майстер спорту СРСР міжнародного класу — 1971;
- «Почесний пожежний Парижа».